# Polissage

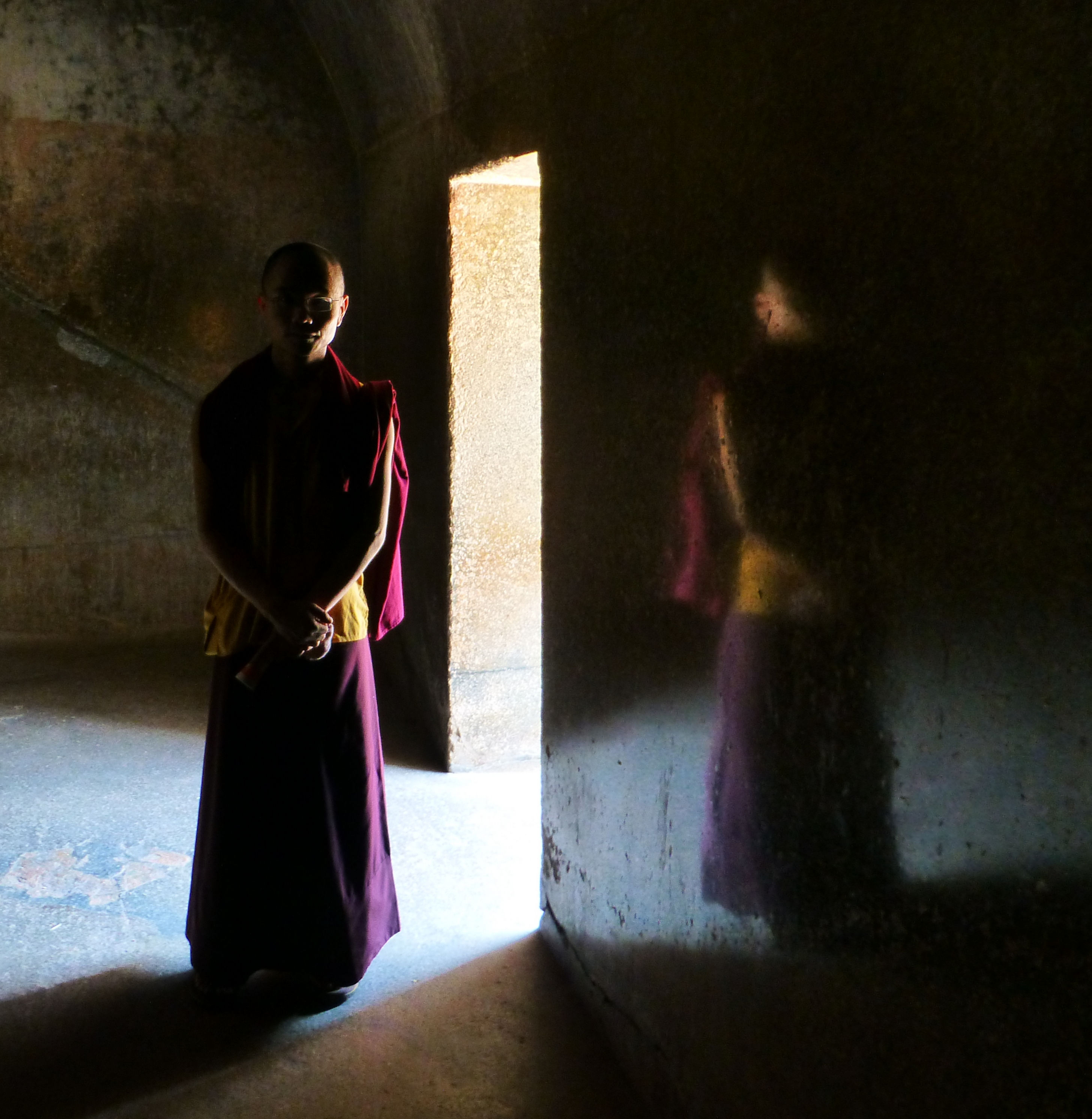
Paroi de grotte en granit, polie de façon parfaitement plane jusqu'à obtenir un effet miroir. Grotte de Sudama dans les Grottes de Barabar, Inde,

Le polissage ou poli est l'action de polir, de rendre lisse et éventuellement brillant par :
- abrasion : polissage manuel ou en machines (tribofinition, polisseuse automatiques) avec des vibrateurs ou des centrifugeuses satellitaires - avec des disques de différents matériaux tournant à grande vitesse, avec ou sans pâte à polir, ou par les techniques de tribofinition (création de mouvements relatifs entre pièces à polir et médias ou abrasifs en présence d'additifs).
- écrouissage : utilisation d'un brunissoir, polissage par vibration avec médias brunissants (billes et aiguilles d'acier).

## Polissage des métaux

### Mécanique et métallurgie
Le polissage est une composante du parachèvement (ou finition) des pièces en tout matériau (métalliques, plastiques, bois...) visant à obtenir un bel aspect, un fini ou un état de surface de haute qualité. Cette qualité de surface est caractérisée par la rugosité, la brillance, l'éclat...
Le polissage peut être manuel ou robotisé :
Méthodes utilisées :
- Tourets à polir : la pièce est présentée manuellement sur la surface de meules ou de disques de divers matériaux (coton, sisal, tampico, corde, fibres synthétiques composites...), tournant à grande vitesse (de l'ordre de 3 000 m/min) et généralement enduits de pâte à polir, pour des finitions poli-miroir.
- Machines automatisées : idem mais l'automate se charge de la manipulation. Cette solution se prête bien à des problématiques de cassage d'angle et au traitement de pièces ayant une géométrie précise.
- Polissage par tribofinition en mode vibratoire : Un vibrateur est une cuve vibrante contenant des médias abrasifs (billes d'acier, médias céramiques ou porcelaine de forme très diverses, produits végétaux, abrasifs synthétiques (polyester), etc.) et divers additifs liquides ou non générant une action chimique et/ou mécanique. Les pièces sont placées dans cette cuve et le mouvement relatif entre les pièces et les médias génère les effets d'abrasion et de polissage. La tribofinition remplace de plus en plus fréquemment les solutions de polissage manuel de même que les solutions automatisées souvent très lourdes pour leur mise en œuvre et couteuses.

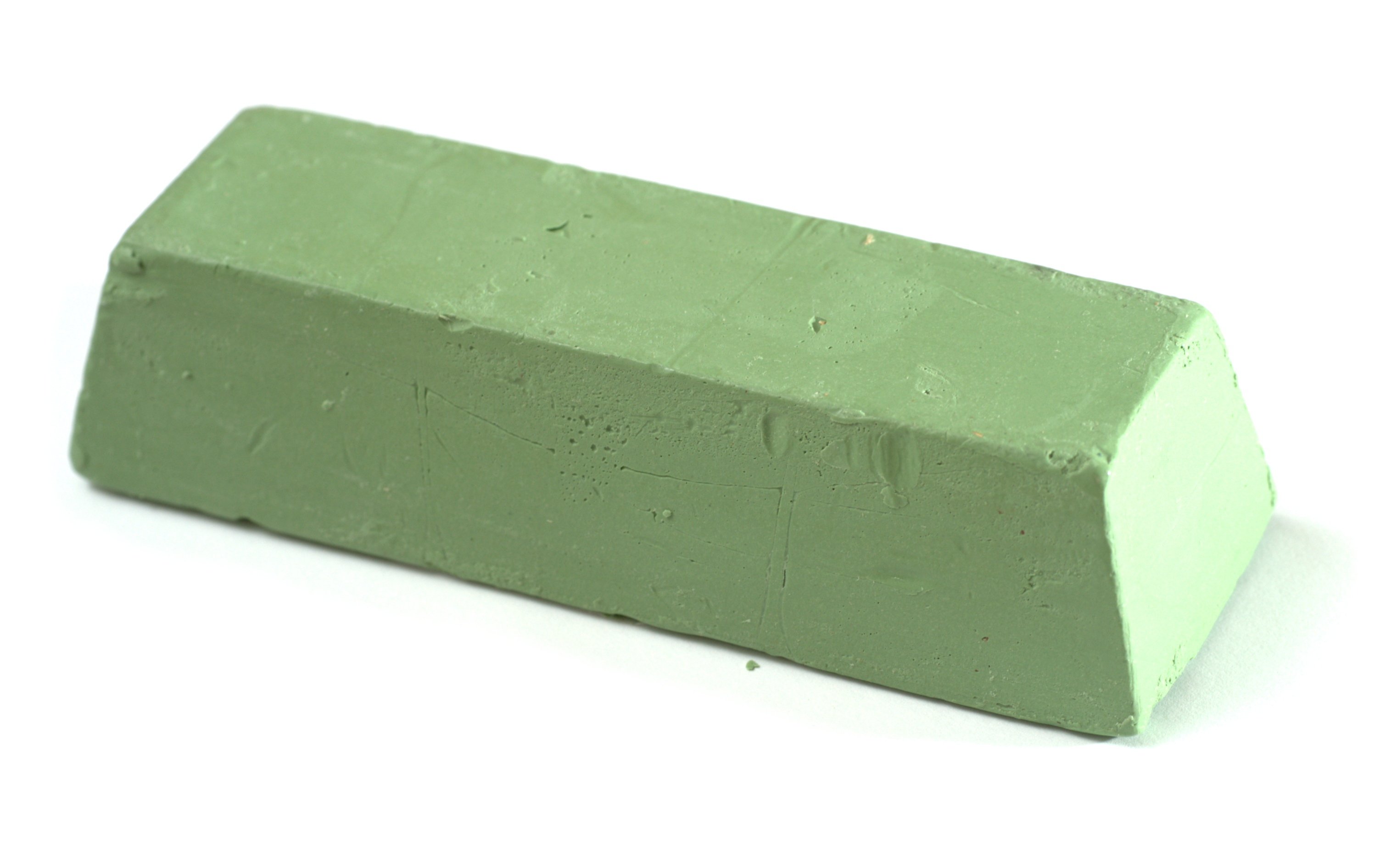
Pâte à polir, grain moyen, verte.

- Pâte à polir, grain moyen, verte.Polissage ou ébavurage par centrifugeuse satellitaire : le procédé est également basé sur l'utilisation de médias à base de céramique, porcelaine, matières plastique ou métallique, d'additifs chimiques composés de tensio-actifs. Les dernières innovations tiennent à la particularité des mouvements appliqués aux pièces à polir, en particulier avec les "centrifugeuses satellitaires à axes obliques" qui génèrent des mouvements très complexes (composition d'un mouvement centrifuge et d'un "mouvement en huit"). Grâce à ces mouvements très complexes et à de hautes vitesses de rotation, les temps de cycle de polissage peuvent être réduits de manière sensible ; mais l'intérêt le plus important tient à la possibilité d'utiliser des médias de taille très réduite pour accéder à des zones des pièces très difficiles d'accès (micromécanique, horlogerie, microélectronique…). Les centrifugeuses satellitaires sont des équipements dont la maintenance est très simple. Un avantage important de ce type d'équipement est le cout très réduit de la maintenance du matériel.

### Métallographie
Le polissage est l'étape principale de la métallographie (la méthode d'observation de la structure du métal). En effet, pour pouvoir observer les détails microscopiques, voire nanoscopiques, de la structure, il faut éliminer les rayures.
Le polissage est également utilisé lorsque l'on veut faire un essai mécanique :
- en compression, pour réduire le frottement de l'échantillon sur le tas de compression pour éviter la déformation « en tonneau » et le flambage ;
- de manière générale (en traction, compression et flexion) pour éviter les concentrations de contraintes, pouvant conduire à une rupture prématurée de l'éprouvette ;
- il est également indispensable pour observer les empreintes dans les essais de microdureté.

Enfin, le polissage peut être utilisé pour enlever la couche superficielle et avoir accès au cœur du matériau, qui n'a pas nécessairement les mêmes propriétés.
On vise en général le « poli miroir », c'est-à-dire qu'aucun défaut, aucune rayure n'est visible au microscope optique, les défauts résiduels ont donc une taille inférieure au micromètre ; on se contente souvent d'une impression à l'œil nu ou à la loupe binoculaire.
On se contente parfois d'un polissage plus grossier, selon les applications.
Le polissage est d'abord mécanique ; pour les métaux, on termine parfois par un polissage électrolytique (dissolution contrôlée de la couche superficielle).
Pour le polissage mécanique, on utilise des papiers avec des particules abrasives, sorte de toile émeri, de papier de verre, mais avec une taille de particules plus fine et maîtrisée, en général en carbure de silicium (SiC) ou en alumine (Al2O3). Si la surface n'est pas plane, on commence par un papier « à gros grain », puis passe successivement à des papiers à grain plus fin. Entre deux papiers, il faut :
- bien nettoyer l'échantillon, afin de le débarrasser des particules du papier précédent qui auraient pu s'incruster ; on utilise en général un bain à ultrasons ;
- croiser la direction de polissage : pour un papier donné, on polit toujours dans le même sens, et on croise les sens d'un papier à l'autre, ce qui permet de faire ressortir les rayures résiduelles de l'étape précédente.

Puis, on utilise une toile sur laquelle on dépose des diamants artificiels de taille maîtrisée (6 µm, 3 µm et 1 µm), soit en pulvérisant un aérosol, soit en étalant une pâte.
Les matériaux très durs sont longs à polir et usent beaucoup de consommables (papiers, pâte ou aérosol diamantés). Les matériaux très mous (comme le cuivre) sont difficiles à polir car on crée facilement des facettes (facettage), et les particules abrasives s'incrustent plus facilement ; on ne peut, de fait, pas utiliser de polissage diamant.
Le polissage électrolytique se fait en général avec un acide, ou plutôt un mélange d'acides (surnommé « sauce ») dépendant du métal considéré, et en appliquant une tension électrique de l'ordre de quelques volts. Le danger de la « sauce » impose des précautions : ne pas manipuler (« maniper » en jargon de recherche) en étant seul dans le laboratoire, porter des équipements de protection individuelle (blouse, lunettes, gants), respecter les consignes selon les produits (travailler sous hotte ou sous sorbonne).[style à revoir]

## Polissage du verre
En optique, les lentilles et les miroirs utilisés, par exemple, en astronomie sont obtenus par polissage de blocs de verre spéciaux. Le fini de surface qui est inférieur au 1/10 de micromètre peut être obtenu, par des amateurs, en frottant deux blocs de verre l'un contre l'autre avec des abrasifs de plus en plus fins.

## Polissage de la pierre
Le polissage est une technique de travail de la pierre qui apparait au Pléistocène final, dans un contexte de chasseurs-cueilleurs, mais qui se généralise avec l'apparition de l'agriculture au Néolithique. Cette technique permet d’obtenir des haches et des herminettes aux tranchants réguliers et très résistants. Le polissage n’est que la dernière étape de la fabrication de la lame de hache : il intervient après un façonnage généralement bifacial.
Les outils de pierre polie sont réalisés à partir de roches dures (silex) ou de roches vertes tenaces, éruptives (basaltes, dolérites…) ou métamorphiques (amphibolites, éclogites, jadéites…). Les roches tenaces sont parfois travaillées par sciage ou bouchardage avant d’être polies. Le polissage s’effectue par frottement sur un polissoir dormant ou mobile (grès, granite, silex…).

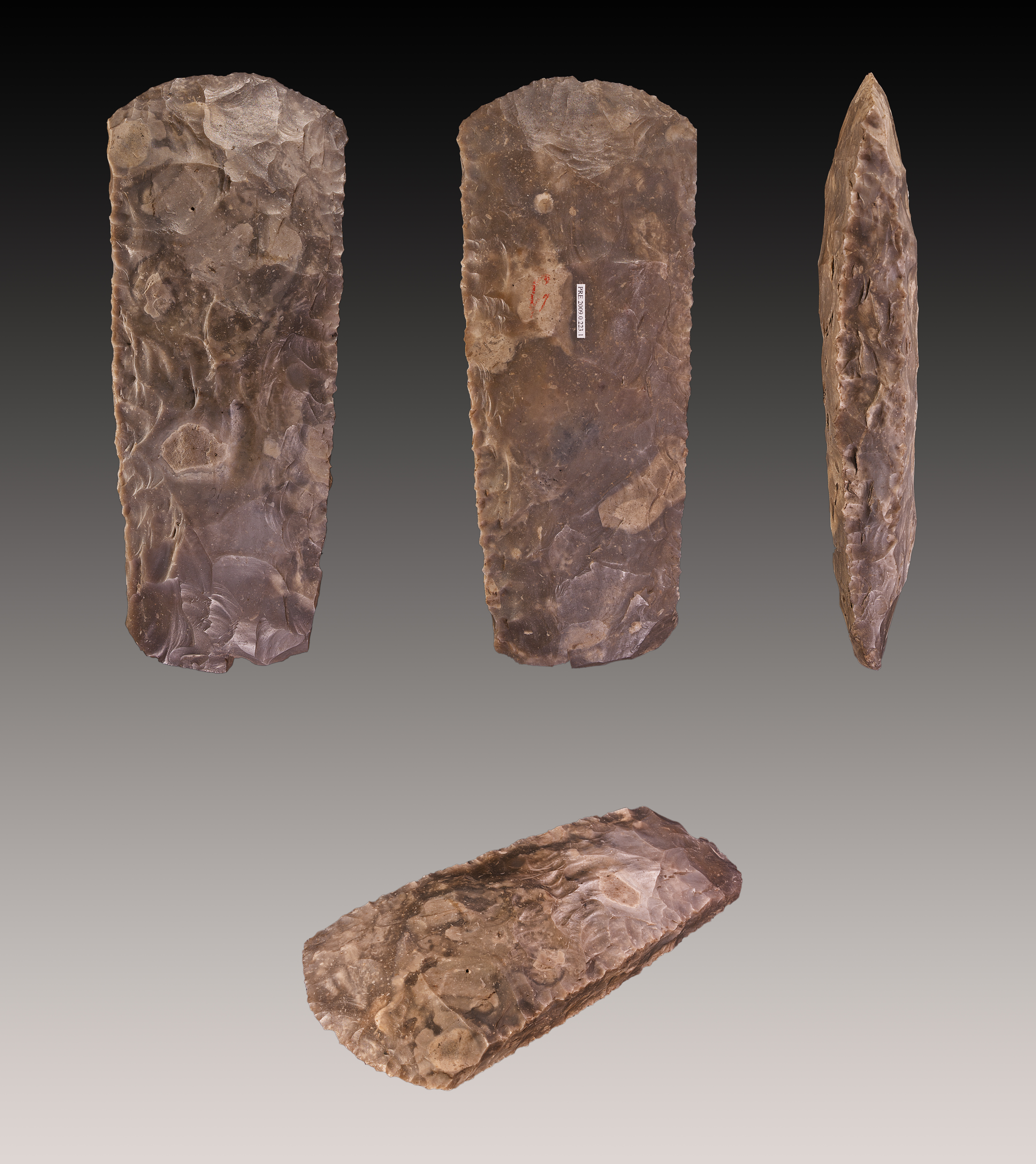
Préforme de hache avant le début du polissage - Muséum de Toulouse.
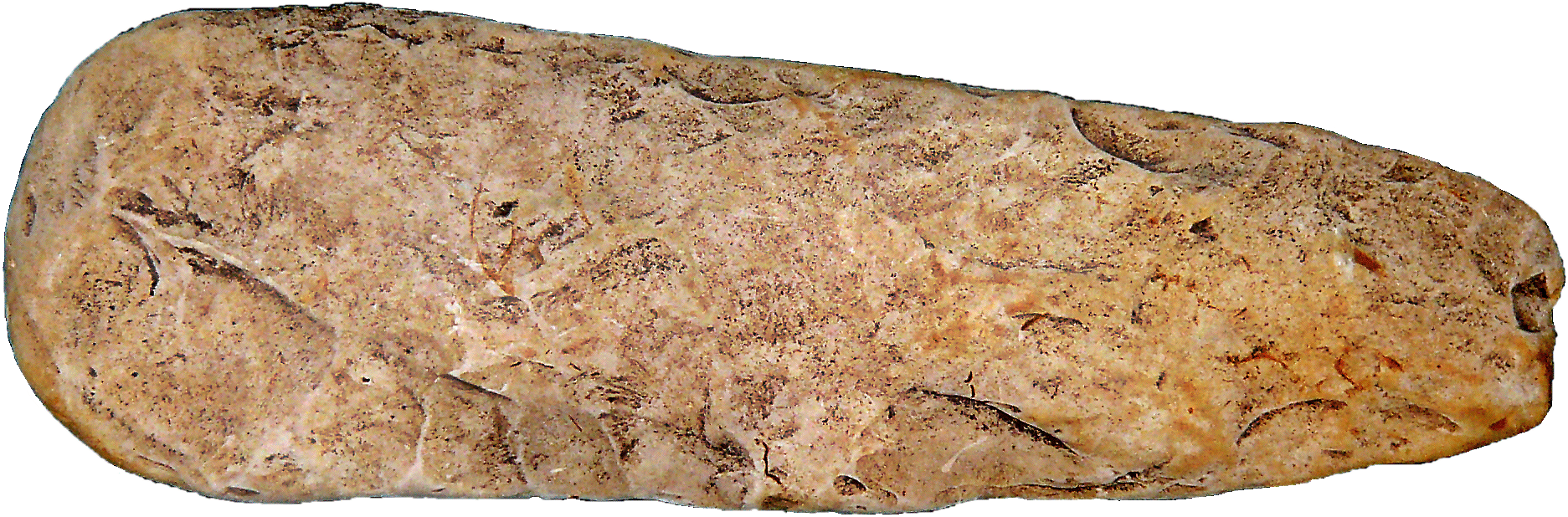
Hache partiellement polie : la phase de façonnage est encore perceptible.
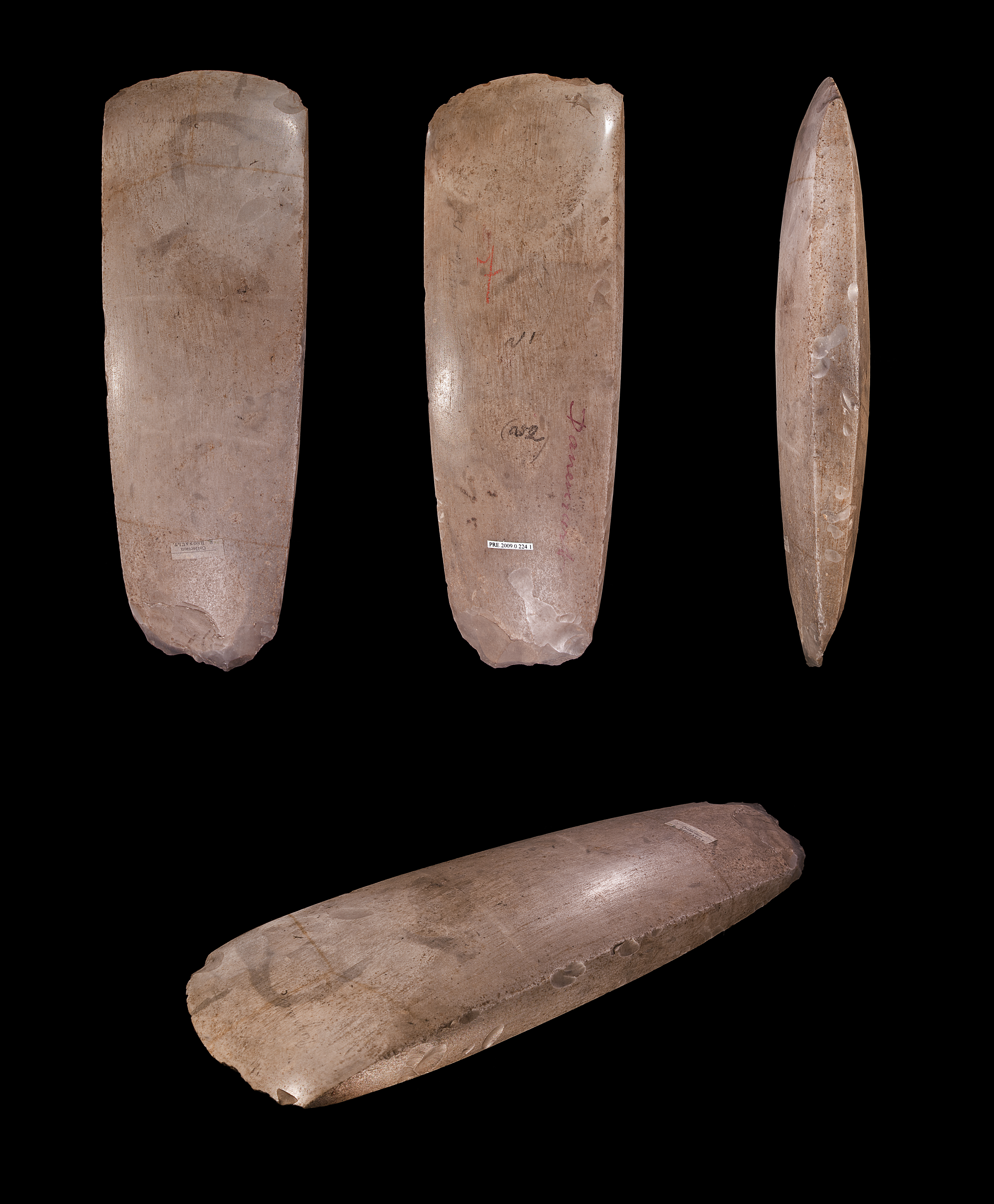
Hache néolithique du Danemark - Muséum de Toulouse.

### Polissage du marbre
Les techniques de polissages prennent de l'importance de par l'usage de marbres dans la statuaire et dans l'architecture, ceci dès l'antiquité.
Après le sciage, la dalle de marbre est polie. Cette opération se fait fin XVIIIe siècle de la manière suivante:
Les blocs de marbre sont égrisés - Première opération du poli des marbres qui sert à faire disparaitre le brut de la scie ou du ciseau - On l'exécute en frottant la surface du marbre avec un morceau de grès ou un fer, sous lesquels on met du grès pilé et de l'eau.
Le marbre est ensuite rabattu, c'est-à-dire qu'on le frotte avec des morceaux de faïence non émaillés (on appelle rabat la terre des plats ou assiettes non émaillés dont la cuisson a été manquée, utilisés à cet usage), du sable doux et de l'eau; ce qui est la seconde opération du polissage, et que l'on nomme rabat dur. Après avoir mastiqué on donne le rabat doux. Cette opération consiste à faire usage pour molette, de pierre de Gotland au lieu de faïence et de terre à four, puis de la pierre-ponce réduite en poudre et mêlée avec de l'eau.
On adoucit ou doucit le marbre - C'est-à-dire que l'on frotte le marbre avec une pierre-ponce dure et de l'eau; c'est la quatrième opération employée pour parvenir au poli du marbre. Le marbre est ensuite piqué - La cinquième opération que l'on exécute pour le poli: elle consiste à frotter avec un bouchon de linge fin humecté d'eau, sous lequel on met du plomb en limaille, ou de l'émeri en poudre fine, ou bien encore de la boue de lapidaire, la surface du marbre déjà disposée par les opérations qui ont précédé. Lorsque l'on fait usage d'une molette de plomb au lieu de bouchon de linge pour piquer le marbre, on dit que l'on plombe le marbre.
Le marbre est ensuite relevé ou lustré. La dernière opération du poli, pour rendre la surface du marbre luisante et réfrangible aux rayons de la lumière: elle s'exécute au moyen d'un bouchon de linge humecté d'eau, ensuite d'un autre non humecté, avec lesquels on frotte sur la surface de la matière en y ajoutant de la potée réduite en poudre. Il y en a de deux sortes: la potée rouge, qui est composée de salpêtre, sulfate de fer, à laquelle, en l'employant, on mêle du noir; la potée grise, qui est l'étain oxydé par l'eau forte réduit en poudre: celle-ci est destinée aux marbres blancs. On fait encore une troisième sorte de potée commune avec des os de mouton calcinés et réduits en poudre.
Au XXIe siècle, le polissage se fait par meulages successifs à l'aide de meules tournantes. La grenaille d'acier, le carbure de silicium ou le carbure de bore, le corindon, et les diamants naturels ou artificiels sont les produits abrasifs couramment utilisés. Des produits chimiques tels l'acide sulfurique ou l'acide oxalique (sel d'oseille) peuvent par ailleurs être ajoutés à la poudre abrasive.

## Les différents types de polisseuses
La polisseuse aide le bricoleur à travailler plus rapidement et d’une manière plus efficace. Quoi de mieux que de pouvoir polir en moins de temps et avec moins d’effort physique ? Cette machine est un produit miracle qui vous aide à obtenir des surfaces planes, lisses et cohérentes. 
En fonction de la nature du mouvement de la polisseuse, on distingue deux grandes familles : la polisseuse orbitale et la polisseuse rotative.

### La polisseuse orbitale
Son moteur assure deux types de mouvements : une rotation aléatoire et un mouvement orbital. Idéale pour les travaux d’esthétique automobile, cette machine effectue des passages doux sur la surface de la carrosserie grâce à ses deux types de mouvements. Ce mécanisme permet au bricoleur d’éviter l’apparition des tâches et des rayures sur la surface. Il s’agit d’une machine à polir avec une puissance idéale pour les travaux de finition et de peinture. L’application du polish, des glazes et des cires ne nécessite pas un travail de polissage profond. De ce fait, la polisseuse orbitale est la mieux adaptée à ce type de traitement.
Les amateurs ou les débutants souhaitant s’initier aux travaux de polissage trouveront leur bonheur dans cette machine. En effet, elle est très appréciée pour sa maniabilité et sa légèreté. De plus, son fonctionnement est assez simple et ne requiert par une formation poussée préalable.

### La polisseuse rotative ou circulaire
Cette machine assure un mouvement circulaire autour de l’axe principal du moteur. Sa puissance importante et sa rapidité lui permettent d’effectuer le travail de polissage en moins de temps et avec moins d’effort. Cependant, elle nécessite une formation technique assez poussée pour être utilisée dans les règles de l’art. Un débutant ne pourra pas maîtriser ses mouvements sans être coaché par un professionnel. La polisseuse rotative génère beaucoup d’énergie. De ce fait, elle est conçue pour venir à bout des défauts majeurs de carrosserie. Dites adieu aux cheveux d’ange, aux enflures et à l’oxydation car cette machine vous permet de traiter la carrosserie en profondeur et d’éliminer toutes les imperfections. Le bricoleur doit faire attention en se servant de cette polisseuse car il peut aisément causer des dégâts majeurs sur la voiture.

## Autres domaines d'usage de techniques de polissage
- la joaillerie
- la bijouterie
- l'orfèvrerie
- l'horlogerie haut de gamme
- la dinanderie
- la ferronnerie
- la fonderie
- l'ébénisterie
- l'électrolyse : dorure, argenture, chromage, nickelage…
- la dentisterie (odontologie) : voir détartrage. Le polissage des dents constitue la dernière étape d'un détartrage.
- la laque